# Simone Dal Pozzo
Simone Dal Pozzo o de Putheo, detto del Pozo (Vigevano, 3 febbraio 1492 – 1575 circa) è stato un cronachista e cancelliere italiano vissuto a Vigevano nel XVI secolo diventando con i suoi scritti, il miglior testimone della storia di Vigevano del Cinquecento.

## Biografia
Figlio di Vincenzo di Giovanni Giacomo di Stefano e di una non ben identificata acquese della famiglia Della Chiesa, malgrado non si conosca il suo percorso di conoscenza culturale e scolastica, si sa che divenne notaio già in giovane età. Nel 1516 sposò Susanna figlia del vercellese Gaspare de' Bulgari dottore in diritto civile e canonico. Sarà il canonico Cesare Nubilonio nel 1584 a scrivere parte della biografia del Dal Pozzo. Rimasto vedovo nel 1541 sposò in seconde nozze Ippolita de' Porri di Milano che gli diede due figlie: Susana Caterina e Livia Calendonia. 
Nel 1526 la città di Vigevano, nelle persone dei consoli e dal Consiglio, gli conferì il primo incarico ufficiale, recapitare alcune lettere al generale spagnolo don Alfonso d'Avalos marchese del Vasto distanza a Milano. Il consiglio aveva imposto una nuova tassa cittadina, e questo aveva causato un'insurrezione popolare, con attacchi diretti ai consoli che il comune non riusciva a sedare. La consegna del dispaccio da parte del Da Zoppo portò di conseguenza l'arrivo di milizie napoletane aventi il compito di riportare l'ordine, cosa che non fu subito possibile. Il 1º luglio i rivoltosi uccisero il luogotenente spagnolo, causando una reazione violenta da parte dei soldati che saccheggiarono la città devastandola per ben settanta giorni e uccidendo 300 persone.
Nel 1529 il Del Pozzo fu nominato cancelliere, incarico che ricoprì per quattro decenni, e che gli consentì di diventare il cronista più autorevole della storia medioevale del Cinquecento di Vigevano.
Egli infatti poté assolvere al proprio incarico pubblico raccogliendo le informazioni in manoscritti cosa che era conseguenziale al suo incarico. Di grande importanza storica è il Libro d'Estimo generale, poi inserito nella Raccolta di titoli e memorie diventato la fonte molto importante per meglio ricostruire non solo la storia ma anche le commissioni e le opere conservate nelle diverse chiese cittadine e nella villa sforzesca di Vigevano con migliaia di informazioni e riferimenti a eventi che si sono susseguiti nel tempo riferibili a personaggi pubblici e privati.
Il suo desiderio di scrivere nacque proprio dalla volontà di lasciare documentazione di quanto occorse anche tra i governatori di Vigevano e i Senatori di Milano, anche se è una raccolta di documenti di cui manca una vera catalogazione; aveva anche raccolto, poi andato perduto, un fascicolo con antichi documenti concernenti diplomi imperiali.
La sua vita di cancelliere terminò nel 1572, dopo quarant'anni di lavoro, quanto chiese la licenza di andare in pensione. L'originale dei suoi scritti è conservato nell'archivio civico di Vigevano. Non vi è certezza sulla data di morte che dovrebbe essere sopraggiunta tra il 1573 3 il 1575.

## Opere
Molti dei suoi scritti sono andati perduti come:
- Historia volgare composta di due testi scritti nel 1555 che raccontano la storia cittadina;
- Dialogo tra Francesco Scipione e Gaudenzio Merula, il primo era il fratello notaio e il secondo letterato cittadino amico di Simone;
- pare che avesse scritto anche il testo Cosmografia' forse mai terminato e di cui non si conosce il contenuto,

rimangono invece due scritti a testimonianza della storia di Vigevano:
- Libro d'Estimo generale della città di Vigevano e suo territorio con cronache e notizie stor. ed elenco delle materie in esso contenute, 1550.
- Raccolta di titoli e memorie riflettenti gli interessi del Comune con rubrica in principio 1510 a 1528, 1529.